# Técnica de Alineación Coital
La técnica de alineación coital (TAC) es una posición sexual, conocida coloquialmente en algunos países como «moler el maíz». Es utilizada principalmente como variante de la posición del misionero y está diseñada para maximizar la estimulación clitoral durante el sexo. Esto se consigue al combinar la variante «alta» de la postura del misionero con movimientos de presión y contrapresión de parte de cada miembro de la pareja al ritmo del coito.

## Técnica

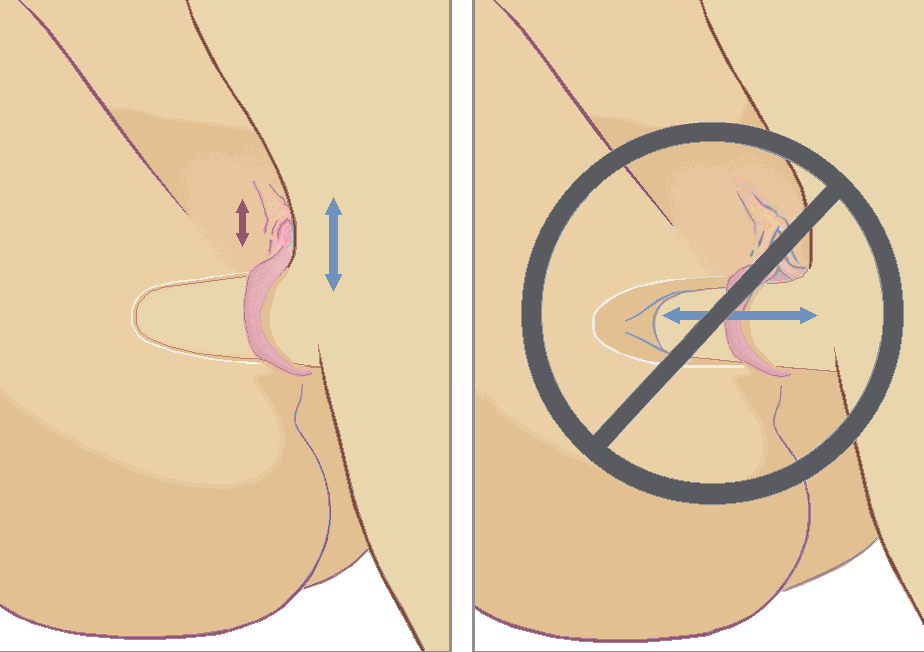
El vaivén o balanceo como una técnica de movimiento durante la penetración permite la estimulación continua del glande del clítoris y aumenta la probabilidad de que la mujer llegue al orgasmo durante el coito vaginal.

Cuando se la utiliza como una variante de la posición del misionero, el hombre se posiciona por encima de la mujer moviéndose hacia arriba a lo largo del cuerpo de la mujer, hasta que su erección, que de otra forma estaría apuntando hacia «arriba» esté apuntando «hacia abajo», con el lado dorsal del pene ahora presionando contra el clítoris. A diferencia de la posición del misionero, el cuerpo del hombre se mueve hacia abajo (relativo al cuerpo de la mujer) durante el movimiento de penetración, y hacia arriba cuando se retira el pene. En esta posición la mujer puede también enrollar sus piernas alrededor de las del hombre. El movimiento sexual está centrado en las pelvis, sin apalancamiento de los brazos o de las piernas. El vaivén ascendente (que es guiado por la mujer) y el vaivén descendente (guiado por el hombre) del movimiento coital aumenta la excitación, que la pareja deja desarrollar y alcanzar su pico naturalmente. La variante donde la mujer se coloca arriba es conocida como la técnica de alineación coital inversa.

## Historia de estudios
La técnica fue definida por primera vez por el psicoterapeuta estadounidense Edward Eichel, y el estudio original fue publicado por Eichel, De Simone Eichel y Kule en 1988 en el Journal of Sex & Marithal Therapy. Desde entonces, el tema ha sido estudiado en varias ediciones de la misma revista.
Un reporte de 1992 de Kaplan y sus estudiantes de terapia sexual describió el tipo de ensayos típicos de la TAC llevada a cabo por el equipo, reconociendo que era posible que los participantes hubieran recurrido a rutinas viejas tras apenas unos cuantos intentos por miedo a decepcionar a sus parejas. La insistencia de Kaplan de que otros terapeutas sexuales replicaran sus estudios de manera más rigurosa instigó una serie de estudios controlados hechos pos Hurlbert y colegas, que han reportado resultados estadísticamente significativos respecto a sus beneficios en el tratamiento del trastorno de deseo sexual hipoactivo femenino.